# Serbia i Czarnogóra na Letniej Uniwersjadzie 2005
Serbię i Czarnogórę na Letniej Uniwersjadzie w Izmirze reprezentowało 112 zawodników. Serbowie zdobyli pięć medali (1 złoty, 2 srebrne i 2 brązowe).

## Medale

### Złoto
- Drużyna piłkarzy wodnych

### Srebro
- Drużyna koszykarzy
- Nikola Ćirić i Darko Mađarovski – tenis, gra podwójna

### Brąz
- Dragana Tomašević – lekkoatletyka, rzut dyskiem
- Drużyna koszykarek